# Megalampitta
Megalampitta is een monotypisch geslacht van zangvogels uit de familie Melampittidae (paradijspitta's). Het geslacht werd in 2014 door Schodde & Christidis voorgesteld. Uit DNA-onderzoek kwam naar voren dat het fylogenetisch verschil met de veel kleinere kleine paradijspitta dermate groot was, dat plaatsing van beide soorten in één geslacht Melampitta niet verdedigbaar meer was.

## Soort
Er is één soort:
- Megalampitta gigantea – Paradijspitta